# ハリオアマツバメ
ハリオアマツバメ（針尾雨燕、Hirundapus caudacutus）は、鳥綱アマツバメ目（ヨタカ目とする説もあり）アマツバメ科ハリオアマツバメ属に分類される鳥類。

## 分布
インド、インドネシア、オーストラリア、カンボジア、シンガポール、スリランカ、タイ王国、大韓民国、中華人民共和国、台湾、朝鮮民主主義人民共和国、日本、ネパール、パプアニューギニア、東ティモール、フィリピン、ブルネイ、ベトナム、マレーシア、モンゴル国、ラオス、ロシア
夏季にユーラシア大陸東部で繁殖し、北半球における冬季になるとオーストラリアやパプアニューギニアへ南下し越冬する。中華人民共和国南部やヒマラヤ山脈では周年生息する。日本では繁殖のため飛来する夏鳥である。

## 形態
全長21センチメートル。体形は太い。尾羽は短く、羽軸が針のように露出していることが和名や英名（needletail＝針尾）の由来。全身は黒褐色、背中は灰色の羽毛で覆われる。額や喉、腹部側面から尾羽基部の下面（下尾筒）にかけての羽毛は白く、英名（white-throated＝白い喉）の由来になっている。

## 分類
以下の亜種の分類・分布は、IOC World Bird List (v10.1)に従う。
Hirundapus caudacutus caudacutus (Latham, 1801) ハリオアマツバメ
シベリア中部から日本
Hirundapus caudacutus nudipes (Hodgson, 1837)
ヒマラヤ山脈からインド北東部・中華人民共和国南西部および南部にかけて

## 生態
高山や海岸などに生息する。最高時速170kmは、水平飛行では最速の生物で、ギネス世界記録に登録されている。1日の大部分を飛行して過ごし、地上に降りることは無く岩場に爪を引っ掛けて休む。尾羽の突出した羽軸は、静止時に体重を支えるのに役立つと考えられている。
昆虫を食べる。飛翔しながら口を大きく開け、獲物を捕食する。
日本では6 - 7月に崖の隙間や樹洞に空中で集めた枯草や羽毛を唾液で固めたお椀状の巣を作り、1回に3 - 4個の卵を産む。